# Изкуствен риф
Изкуствен риф е изкуствено създадена от човека подводна структура, обикновено предназначена да стимулира подводния живот в области със сравнително безхарактерно дъно, да контролира ерозията, да блокира достъпа на кораби или да подобри сърфинга.
Много подводни рифове са изградени от обекти с различно първоначално предназначение, например чрез потапяне на петролни платформи, потапяне на кораби или изсипване на чакъл и строителни материали. Други изкуствени рифове са изработени от специални пластмасови или бетонови елементи. Останките при корабокрушения също могат да се превърнат в изкуствен риф, ако се задържат на дъното. Независимо от използвания конструктивен метод, изкуствените рифове осигуряват твърда основа, към която се закрепват различни водорасли и безгръбначни - ракообразни, корали или стриди; този подводен живот в течение на времето осигурява благоприятна жизнена и хранителна среда за биоценоза на рибите.